# Eothenomys shimianensis
Eothenomys shimianensis és una espècie de mamífer rosegador de la família dels cricètids. És endèmic del centre-sud de la província xinesa de Sichuan, on viu a altituds d'entre 2.200 i 2.600 msnm. Té una llargada de cap a gropa d'aproximadament 100 mm. El seu hàbitat natural són els herbassars. El seu nom específic, shimianensis, significa ‘de Shimian’ en llatí.